# Seddiner See
Seddiner See é um município da Alemanha, situado no distrito de Potsdam-Mittelmark, no estado de Brandemburgo. Tem 24,03 km² de área, e sua população em 2019 foi estimada em 4.551 habitantes.